# Rhodiacéta
La société Rhodiacéta (du latin Rhodanus, « le Rhône », et seta, « la soie ») est une société industrielle fondée en 1922, par l'association du Comptoir des soies artificielles avec les usines du Rhône.
En 1934, c'est du mot « acétate » que le groupe tire la nouvelle orthographe de son nom : Rhodiacéta, avec un « c ».
L'entreprise cesse ses activités en 1981.

## Historique

### Fondation et développement

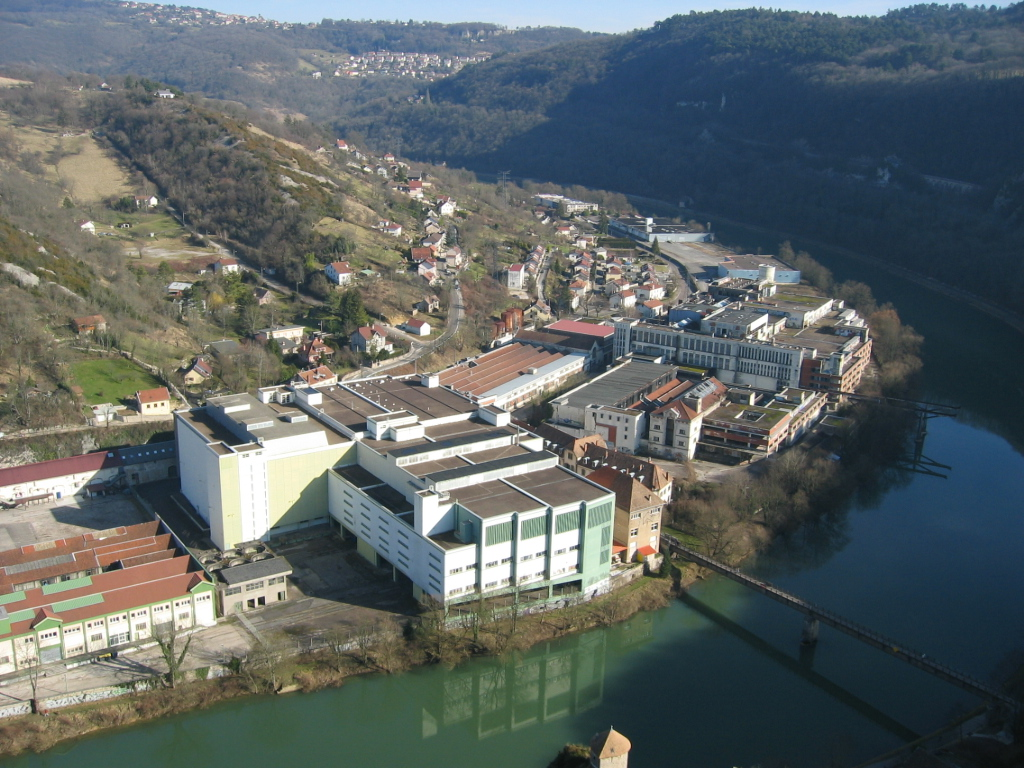
L'ancienne usine de Besançon vue depuis la citadelle.

En 1924, la société fait l'acquisition à Lyon de l'ancienne pépinière royale, propriété de la société Brissac frères. Ses usines s'étendent alors sur quinze hectares. En 1952, Rhodiacéta rachète, à Besançon, l'usine de la Société de la soie Chardonnet menacée de fermeture par le retrait du groupe Givet Heyrieux. Le site est agrandi et reconverti à la production de fil polyester.
Rhodiacéta devient alors rapidement le plus gros producteur français de fil synthétique : numéro un de la fibre polyester dont elle a le monopole, et deuxième en ce qui concerne le nylon. Au maximum de son développement, l'entreprise emploie huit mille ouvriers. En 1962, l'entreprise de Besançon compte plus de mille salariés, faisant d'elle l'une des trois plus grandes entreprises de la capitale comtoise, aux côtés de Lip et Kelton. 

### Mouvements sociaux
Les salaires sont plutôt plus élevés que la moyenne, mais les conditions de travail sont difficiles. L'année 1967 débute par une période de réduction de la production, conséquence inévitable de l'ouverture du Marché commun, selon la direction, qui décide, pour diminuer les coûts fixes, de compter les jours chômés comme jours de congé, et qui annonce un plan de licenciement.
Le 5 mars 1968, l'ORTF, télévision nationale, diffuse À bientôt, j'espère, documentaire de Chris Marker sur la grève soutenue, du 25 février au 24 mars de l'année précédente, par jusqu'à la totalité des trois mille ouvriers et ouvrières de l'usine de Besançon. Ce film contribue à faire connaître, peu avant les événements de Mai 68, une entreprise où, à partir donc de Besançon, les mouvements de contestation et de revendication sont très vite suivis dans les quatre autres usines, à Lyon-Vaise, Vénissieux et Saint-Fons et au Péage-du-Roussillon,.
Les mouvements sociaux se soldent par une augmentation des salaires de 3,8%.

### Fermeture et postérité
L'entreprise cesse son activité en 1981.
Un film documentaire intitulé Tant que les murs tiennent a été réalisé par Marc Perroud pour France 3 Franche-Comté sur cette friche qui, pendant plus de trente ans, a attiré des graffeurs, mais aussi des  historiens.
Le désamiantage a commencé en 2016, avant les travaux de démolition, entrepris en 2017, d'environ soixante mille mètres cubes de béton, pour un coût de cinq millions d’euros. Certains sols sont pollués par des métaux lourds et des hydrocarbures, mais les usines lyonnaises ont aujourd'hui disparu. Seule l'entrée du 45, rue du Tunnel (aujourd'hui rue du Sergent-Michel-Berthet) a été conservée, et donne un des accès au campus René-Cassin.